# Stefan Nafalski
Stefan Nafalski (ur. 2 stycznia 1903 w Chełmie, zm. 26 maja 1981 w Olsztynie) – polski działacz komunistyczny, oficer ludowego Wojska Polskiego, dyrektor teatrów w Olsztynie i Koszalinie, w latach 1948–1949 prezydent Olsztyna.

## Życiorys
Był oficerem ludowego Wojska Polskiego, do 1946 pracował jako inspektor finansowo-gospodarczy w olsztyńskiej delegaturze Ministerstwa Przemysłu. W 1946 został dyrektorem administracyjnym Teatru im. Stefana Jaracza w Olsztynie, następnie był jego komisarycznym dyrektorem, dyrektorem (listopad 1946–1947, ponownie październik 1952–listopad 1953) oraz dyrektorem administracyjnym (do listopada 1947). Działacz Polskiej Partii Robotniczej i Polskiej Zjednoczonej Partii Robotniczej. Od 29 listopada 1948 do 30 marca 1949 pełnił funkcję prezydenta Olsztyna, następnie do listopada 1949 wiceprezydenta miasta. Po konflikcie z pracownikami olsztyńskiego teatru w 1953 został współzałożycielem i dyrektorem Bałtyckiego Teatru Dramatycznego im. Juliusza Słowackiego w Koszalinie, zarządzał nim do 1955.